# Edmund Turges
Edmund Turges (c. 1450–1500), autrefois confondu avec Edmund Sturges (fl. 1507–1508), est un compositeur anglais de la Musique de la Renaissance originaire de Petworth, ordonné par l'évêque Ridley en 1550 qui rejoint la Fraternity of St. Nicholas (en) (The London Guild of Parish Clerks) en 1522.
Plusieurs œuvres sont référencées sous le nom de Turges dans le Livre de chœur d'Eton qui survit à la dissolution des monastères par Henri VIII entre 1536 et 1541. Un Magnificat de Turges figure également dans le Livre de chœur de Caius ainsi que des compositions dans le Fayrfax Boke. Un Kyrie et un Gloria sont attribués à Sturges dans le manuscrit Ritson. Au moins deux messes et trois magnificats sont perdus ainsi que huit pièces en six parties référencées dans l'inventaire du King's College en 1529.

## Compositions (sélection)
- Gaude flore virginali
- Magnificat
- Kyrie
- Gloria